# うたわれるもの ロストフラグ
『うたわれるもの ロストフラグ』は、アクアプラスによるスマートフォン向けアプリゲーム。2019年11月26日にサービス開始。

## 概要
うたわれるものシリーズにおいてスマホで読むうたわれるものシリーズ以外では初のオリジナルストーリーで綴る作品である。 ジャンルはRPGで、基本プレイは無料。
今作は所謂クロスオーバー作品であり、新主人公アクタなど今作オリジナルキャラに加えて、うたわれるものシリーズ全作三作品、モノクロームメビウスで登場したキャラも客人(まれびと)という形で登場。
ゲームの流れはうたわれるものシリーズと同じ、ADVパートとタクティクスボード形式のシミュレーションパートを繰り返していく。
公式略称は「ロスフラ」公式CM曰く「究極のサブゲー」

## あらすじ
とある別の世界。「この世」という世界。その世界に唯一あるという、大島と呼ばれる島にそびえ立つ火山の火口。その淵に一人の少女が立っていた。 少女は自分を「弱い」を言いつつ、あの子の為ならと、決心した。そう、己が身を投げることを。 だがその時だった。とある巨人が現れた。それは彼女にあまりにも大きな拳を彼女に降りかかる。躱したものの身を投げる事よりも、その巨人への恐怖が勝り、逃げる事を選択するが、転んだ不意を突かれ、少女の身体は宙に浮く。 元々望んでいたとはいえど、身体は火口へと堕ちていく。身体に尋常じゃない熱さが襲い、まさにその少女は「死」へと向かっていた。

## 世界観・用語

### 地域
「この世」
ロストフラグの舞台である。うたわれるものシリーズの世界とは異なる世界。 ツァタリィルとも呼ばれている。
大島
この世にある唯一ある島といわれており、複数の國が存在している。
大社
大島の中心部に当たる場所で織代がいる場所。 境内にはアクタなど調停者が利用する社務所が存在する。 社務所はマホミが常駐しているいわば今作におけるアイテムショップ。他には遠征こと願い絵馬の受付も行なっている。なんでも揃っている模様。東町という門前町もある。

### 大島に存在する國
各國にはうたわれるものシリーズ同様為政者とされる皇（オゥルォ）がいる。 主にイベントの舞台となることが多い。
クナシコル
イベント「亡國の双姫」の舞台 武芸が盛んであり、旧人類史に存在していた城と武家屋敷中心で発展をしている。城の堅牢さは難攻不落と言われている。皇位継承の際には「尚武の儀」と武芸奉納を行うで有名。
サヌカラ
イベント「鈴音導く光の彼方」の舞台。 化け物が跋扈する國。 その國の民は自然全てを信仰対象として崇めている。 民の中には忍びを生業にする者も多い。
ホツマ
温泉や薬草が多く、保養地といわれ健康や癒しを求める者からやってくる。

### 用語
客人（まれびと）
「この世」の大島に謎の霧によって招かれた『うたわれるもの』シリーズの者達。だが原作とは異なる歴史を歩んできた者もおり、「この世」にやってきたタイミングもバラバラなため（クオンを生んで死んだはずのユズハが、成長したクオンと共にいるなど）、所々に記憶の相違があり、『うたわれるもの』本編では関わりがあった関係の者でも本作内で初対面となっていることもある（ハクはウコン（オシュトル）のことを知っていたが、ウコンはハクを知らなかったなど）。
客人の内、複数人はアクタの教団の仕事を手伝い、アクタ達と共に社務所に届いた依頼や任務に務めている。 客人の中には今作の世界の理を知る者もいるようで、その理に取り込まれないようにするため偽名を名乗っている様子。一部の客人はストーリー内で、元の世界に戻っている。
教団
カラザという。国交内外で起こったあらゆる事柄について処理していくいわゆる何でも屋。 アクタはそれのリーダーに当たる調停者という立ち位置にいる。

## システム

### プレイヤー関係
プレイヤーレベル
プレイヤーのレベル。キャラクターレベルはこれに反映される。 現在最高150レベルまで上げることは可能。 但し、レベルが上がるに連れレベルアップは相当大変になっている為地道に出陣や遠征、演習をこなす必要がある。
活力
今作にあたる出陣などで消費されるスタミナにあたる。 回復するには専用アイテムである活力丹か宝珠か季節限定アイテム。 アイテムでの上限超過回復可能。 時間経過でも回復される。6分で1回復。1時間で１０回復する。 プレイヤーレベルがレベルアップすると、溢れた分が活力として獲得できる。
ログインボーナス
毎日ログインしてもらえる。
期間限定のも開催されることもショップにて有償宝珠のみで購入できるのもある。 （自動再購入はされないので注意するべし）
活力配給券（有償400）	活力丹：大1個＋スキップチケット10枚　有効期間30日　14日分
真・優待定期証（優賞3000）	無償宝珠300　有効期間30日　14日分
ミッション
５つの種類があり以下の通りである。

- 繰り返し

デイリー・ウィークリーミッションに当たる

- ノーマル

無期限のミッション

- 期間限定

その期間内の特定キャラ限定のミッション（縁結びPUキャラなど）

- イベント

イベントミッション キャラクターミッション	キャラクター個別のミッション（強化系・出陣系・花札）

#### 機能
ストーリー
ストーリーを読む事ができる。 読破報酬があり各1節無償宝珠50、章を読破すると獲得出来るキャラもいる。
種類は以下である。
- メインストーリー
  - 今作のオリジナルストーリーが、読める。

- キャラストーリー
  - 獲得したキャラのストーリーが読める。ただしストーリー解放は契約のレベル上げが必要

- イベントストーリー
  - イベントのストーリー。過去イベントも徐々に追加されており、フルボイスで聴ける。

- 花札ストーリー
  - 花札をしていくと解放されるストーリー

編成・強化
編成 キャラと幻灯鏡の編成が出来る。 最大7つの編成を保存可能 強化 キャラと幻灯鏡の強化が出来る。
出陣・演習
活力を使ってステージに挑むことができる。 演習 1日3回までしか出来ない。プレイヤーとキャラの経験値がかなり獲得出来るので毎日の習慣にすると効果的。 再開の手形で補充可能
出陣
ステージ踏破型のクエスト。クリアでキャラクター強化素材とゼン、願い絵馬が獲得出来る。 難易度順はノーマル→ハード→ベリーハードの順に難しくなる。
遠征
調停者の活動の一つ。主に設定では願い絵馬に書かれた社に来た参拝者からの依頼を受け、遠方に赴く事。 クエストで獲得した願い絵馬を利用して依頼を受ける。一定時間過ぎると編成した部隊が帰還し報酬を受け取る事が出来る。
花札
うたわれるものシリーズと同じ、庶民から皇族までにも知れ渡っている遊戯。本作のミニゲーム要素である。花札ではマツリと獲得したキャラと対戦することが出来る。 対戦するには木札というものが必要。 難易度は梅→竹→松の順に上がる。 対戦は自分で対戦、AIによる自動対戦。そして確定勝利になるスキップがある。 木札は参加料の他にアイテムの交換でも使用する。
ガチャ
宝珠を利用し、「縁結び」を行うことでキャラクターか灯幻鏡を入手できる。
ショップ
ゼンやそれぞれのポイントでアイテムと交換することができる。
遺跡探索
この世にある遺跡を探索する。 無属性以外の6属性の遺跡探索を行える。各遺跡探索用の編成を設定し、挑戦出来る。 踏破した遺跡レベル毎に報酬は良くなっていく。 ちなみに編成し出陣させておくと一定時間（5時・17時）に定期報酬を得られる。
戦友・派兵
フレンド機能で、検索と申請が可能。検索には戦友コードを使用することができる。派兵で自分のキャラ三体まで派兵する事ができる。
采配代行
特定のステージを自分のキャラと幻灯鏡を用いて他のプレイヤーにお願いする事が出来る。もちろん自分が他のプレイヤーのお願いを叶える事ができる。お願いをこなした数はプレイヤープロフィールにある采配力という数値で確認できる。

### アイテム関連用語

#### 出陣・演習用アイテム
活力丹
活力回復専用アイテム。売却可能。 種類は小（1個で１０回復）・中（1個で40回復）・大（1個で100回復）の3種類
再開の手形
演習の挑戦回数を３回分回復させる。 入手方法　ショップ
スキップチケット
出陣・演習・イベントのバトルをスキップすることができる。
最大１０回分。 入手方法　出陣・ログインボーナス・ノーマルミッション ショップ（日替わり：３０枚分）

#### キャラクター強化関連アイテム
兵法指南書
キャラクターのレベルアップに使用できる。
種類は初伝（40アップ）中伝（150アップ）奥伝（500アップ）の極伝(10000アップ)4種類
入手方法　出陣・演習・イベント・デイリーミッション・ショップ、極伝は封殺か采配代行
契約の対価
キャラクターの契約の際に使用。使用種類はキャラ毎に異なる。
入手方法　キャラクターミッション・出陣・遠征・ショップ 種類（ショップでの値段追記）
☆１（折り鶴　光・闇・火・水・土・風・無)	全属性あり（ショップ：各900ゼン）
☆２（血・肉・髪・皮・骨）	（ショップ：各5000ゼン）
☆３（天・地・界・心）	（ショップ：合縁の菅玉：各２５）
御魂
覚醒専用アイテム。キャラ固有と、どのキャラでも使用可能の覚醒の御魂がある。
入手方法 キャラ固有　遠征（抽選）、ショップ（みくじ籤・日替わり）、
イベント、花札 覚醒の御魂　ガチャのキャラ被りの際に入手。調伏戦引き換え交換
スキルポイント
キャラクターの連撃と特性のレベル上げに使用
入手方法　デイリーミッション・出陣・イベント・ショップ

#### 遠征・イベント・ショップ関連アイテム
願い絵馬
クエストをクリアするとドロップする絵馬。 これを受付のマホミに渡すと遠征する事が出来る。
レア度があり⭐︎1〜⭐︎4まである。 ちなみにイベント専用絵馬もあり、イベントポイントも獲得出来る。
時短辰儀
遠征用アイテム。遠征の任務の時間を短縮できる。
デイリーミッションで1時間短縮できるのが１個もらえる。
帰還の矢文
遠征用アイテム。遠征の任務を即時完了することができる。
入手方法はショップ。
礼状
ショップのアイテムと交換出来る。
入手方法　遠征　レア☆4
祓玉串
年に４回あるイベント調伏戦にて使用する。
イベント限定用の参加用チケットに当たる。
入手方法　並行しているイベント引換交換・イベント期間限定ログイン
みくじ籤
灯幻鏡・写鏡・研鏡を売却するとゼンと同時に獲得する交換アイテム。
ショップで主にキャラ固有の御魂と強化素材と交換できる。
ちなみに灯幻鏡を売る際は限界突破してから売ると限界突破前より多く獲得できる為お得である。

#### 遺跡探索・采配代行関連用語・アイテム
誉の器(ほまれのうつわ)
キャラクターの二つ名のスロット解放またはショップの交換で使用する。
誉の験
スロットのレベルを上げる事が出来る。 覚醒の御魂と併用可能。
神代盤(かみよばん)
遺跡探索専用強化機能 遺跡探索で手に入る探索データとモジュールという二つのアイテムを使用し、
探索隊に付与される効果を追加またはアクティベート(強化)する事が出来る。

### キャラクター関連用語
戦力
自軍または敵、そしてキャラクター個人を総合的に数値化したものであくまで目安。
属性
キャラクターの属性で、火・水・風・土・光・闇の基本6種類と特殊の無属性もある。
属性を複数持つキャラもいる。 今作では神憑（カムナ）というヒトが自身の躰に宿る加護の影響によるものにより、その中で強く表面に出ているのが各キャラの属性となる。
タイプ
キャラクターの攻撃タイプを示す。 種類は近接・遠隔・遠近両用の3タイプ。
強化関連
キャラの戦力強化については以下の項目を強化すると上がる
レベル
キャラクターのレベル。最大レベルはプレイヤーレベルの数値が反映される。
最大120レベル。プレイヤーレベル以上は上げられず、それ以上に上げると、あと１で寸止めされ、経験値を獲得できない。
出陣などのステージ踏破か兵法指南書で上げることが可能。おまかせ強化という機能がある。
特性
キャラクター固有のスキルに相当するもので 覚醒と契約をすると最大10レベルまで上げられる。
契約レベル11からそれぞれの効果内容が追加。
連撃
キャラクター固有の必殺技。
連撃壱・弐・参とあり、攻撃力最大１０レベル。
契約で回数を、覚醒で連撃の攻撃力の最大レベルを上げられる。初期は連撃弐まで（契約幽結により連撃参解放）
契約
キャラクターの連撃の回数と戦力を契約の対価を用い上げることができる。
契約レベル５になると契約幽結となり連撃参解放。（ただし☆１と☆２キャラは☆３に覚醒しないとできない）
最大レベル10または15（契約上限解放されるとできる。毎月2～3人可能キャラが追加される）
覚醒
キャラのレアを最大☆５まで上げることができる。 覚醒させる為にはキャラ固有の御魂と覚醒の御魂を合わせて使用。 覚醒すると特性と連撃の上限を上げることができる。 ちなみに覚醒に必要な個数は以下である。
入手方法　キャラクターミッション・遠征・ショップ・花札 ☆１～☆２	50	上限が４に ☆２～☆３	300	上限が５＋特性2つ目解放 ☆３～☆４	400	上限が６＋幻灯鏡の2つ目の装備枠解放 ☆４～☆５	500	上限が4増える（10レベル到達）
二つ名
キャラクターにつけられる称号でキャラ一体につき、4つのスロットで装飾可能。遺跡探索で獲得できる誉の器1つで、1つずつ解放出来る。(左から順番に) スロットにはキャラクターのパラメータを上昇させる効果がある。(パラメータのレベルが上がる事にスロットの色が変わる。) そしてそれは遺跡探索だけではなく全てのバトルに反映される。 そしてスロットを誉の験か覚醒の御魂で上げることが出来る。(但し覚醒を⭐︎5までしないといけない ちなみに称号自体は効果はないのでお気に入りの称号をキャラクターにつけても問題は無い。
灯幻鏡
今作におけるキャラクターの装備アイテム。レアは☆1(銅)～☆3(金) 主にガチャやイベントの交換で入手可能。 装備は各キャラ２つ。 このアイテムにはレベルアップの他に同じ灯幻鏡を使用して強化する限界突破という仕様があり、限界突破していくと最大レベルとスキルレベルが上昇する。 強化方法は灯幻鏡か専用アイテムの写鏡と研鏡。 売却可能であり、売却するとゼンと交換アイテムのみくじ籤を獲得できる。 入手方法　縁結び イベント ショップ
写鏡・研鏡
灯幻鏡専用強化アイテム。 写鏡は限界突破専用アイテムでレアが同じ灯幻鏡の限界突破ができる。 研鏡はレベルアップ用素材でレアが高いほど獲得経験値が多い。 写鏡はミナギと織代のイラスト、研鏡は桜のイラストになっている。 それぞれ種類はレア順で、銅環、銀環、金環の各3種類。売却も可能になっている。 入手方法　イベント　ショップ　遠征

#### 期間限定イベント
期間限定のオリジナルストーリーを読めるイベント。ステージを踏破してイベントポイントを集め、引き換え交換でさまざまなアイテムと交換可能。過去の期間限定イベントのストーリーはストーリー機能で読む事が出来る。
調伏戦
年に4回（1月、4月、7月、10月）に行われるイベント。 ステージを踏破していき、調伏貢献度というポイントを貯めていく。大抵は別のイベントと並行して行われる。 ステージレベル最高は999レベ。 調伏貢献度のポイントでアイテムと交換出来る。今イベントは5部隊で1編成とする為、キャラと幻灯鏡の強化は必須。それと同時に一気にキャラの経験値を獲得出来る。編成は2つまで可能。ステージ踏破用と周回用と分けて使うのが効果的である。
紅白奉納試合
ストーリーなしのステージ踏破イベント。

## 登場人物
それぞれのキャラクターごとに複数のバージョンが実装されているが、本項目では初出のバージョンのみを記載する。

### 主人公勢
アクタ
声 - 中井和哉 / 日笠陽子（黒仮面の女侠 / 少年時代）
属性 - 無 / タイプ - 近接 / レアリティ - 1 / 入手方法 - 初期状態
今作の主人公。半壊したアベル＝カムルからミナギの「助けて」という本心の声を聞き、現れた男。 性格は義理堅く誠実かつ勇敢。自分が決めたことは曲げない主義。 左目周辺が取れない黒い龍の頭の仮面が付いている。記憶喪失で最初は名前すらも覚えていない。 ミナギを助けるために織代と謁見し、覚悟として死の危険に陥るも、織代が言った「塵芥」という評を 敢えて誉れ名として自分の名前にした。それからは教団の調停者として任務をこなしていく。
イベント『帝都湯けむり事変』では女性となった「黒仮面の女侠」が登場する。
ミナギ
声 - 種﨑敦美
属性 - 闇 / タイプ - 近接 / レアリティ - 1 / 入手方法 - 初期状態
今作のヒロイン。教団を統べる一族のクムナカラザの少女。
織代の娘。龍血（クムナニエ）という自分の血で傷を回復させる特殊な力を持つ。
一族の過酷な運命に逆らおうと身を投げた所、ミナギの本音に呼応したアクタに救われた。
そして母である織代の謁見後、運命に立ち向かおうと言ったアクタと共に生きていく。
クゥラン
声 - 黒沢ともよ
属性 - 土 / タイプ - 近接 / レアリティ - 1 / 入手方法 - ストーリー報酬
民窟で子供たちを世話している少年。
育ちは悪くも根は素直でアクタに救われ、舎弟として仲間入りする。
スズリ
声 - 綾瀬有
属性 - 火 / タイプ - 近接 / レアリティ - 1 / 入手方法 - ストーリー報酬
火葬が生業とする一族の少女。 生業や一族の能力で世間からは畏れられ、他人との干渉を避けていた。
任務でアクタ達と出会い、触れ合うことに再び触れ、 共に行動したいと勇気を振り絞り意思を告げ、仲間入りをする。
鴉
声 - 園部啓一
アクタの父親を自称する謎の喋る三本足の鴉。
本人曰くこの世におけるヒトを創り出した者、すなわち旧人類。なぜ鴉かというと、元の躰を失い、鴉の躰に入り込んだかららしい。
コタマと二人人組でプレイアブルキャラクターとして実装されている。
ディー
声‐ 森川智之
属性 - 風 / タイプ - 遠近 / レアリティ - 1 / 入手方法 - ストーリー報酬
第一作に登場したウィツァルネミテアにとり憑かれる前のディー。
日々にこやかで腹の内では何を考えてるのか分からない。
言葉からして怪しさ満点でありも、原作と同じく好奇心旺盛。
それゆえに織代に謁見しつつ、目的の根源をその身で見てしまい、
原作同様の末路を迎えそうなところにアクタに救われ、そのまま仲間入りする。
シラユキ
声 - 本渡楓
属性 - 水 / タイプ - 遠近 / レアリティ - 1 / 入手方法 - ストーリー報酬
メインストーリー7章に登場。
ナトリイトリ
声 - Lynn
属性 - 無 / タイプ - 遠隔 / レアリティ - 3 / 入手方法 - 吉日縁結び
代理人形（ブロクシード）の一人でアクタのお目付け役として仕えることに。
いろんな制約あれど、表情は豊か。

### カラザの大社
織代
声 - 伊瀬茉莉也
この世界の神ともいえる存在で、ミナギの母。
神近きものゆえになんでも願いを叶えるがそれに対する結果がいかに残酷でも一顧だにしない。
母といえどミナギへの愛情はほぼ皆無に等しい。
ガチャの演出で彼女が登場する。
イエナガ
声 - 濱野大輝
織代に使える男。教団や調停者の元締め。真面目な性格で現実主義者。
アクタをよそ者扱いかつ彼が旧人類ということで苦々しい態度を取ることが多い。
コタマ
声 - 薄井友里
属性 - 闇 / タイプ - 遠隔 / レアリティ - 3 / 入手方法 - 英傑縁結び
メインストーリーにて登場。
マグネシグネ
声 - 優木かな
属性 - 無 / タイプ - 遠隔 / レアリティ - 3 / 入手方法 - 吉日縁結び
ナトリイトリの妹ともいえる代理人形。
アクタにナトリイトリが仕えることになり、それの件でアクタを毛嫌いしている。
ネオンセオン
声 - 白砂沙帆
属性 - 無 / タイプ - 遠隔 / レアリティ - 3 / 入手方法 - 英傑縁結び
イベント「絡繰仕掛けのエレメント」に登場する代理人形。
最初は体がなく、モニター越しでの対面だった。
ユーミュ
声 - 矢作紗友里
属性 - 闇 / タイプ - 近接 / レアリティ - 3 / 入手方法 - 降臨祭
織代に仕える者。どことなくホノカに似ている。

### 大島の住人
マホミ
声‐ 和氣あず未
属性 - 土 / タイプ - 近接 / レアリティ - 3 / 入手方法 - 吉日縁結び
社務所の窓口嬢。
豊満且つたおやかな女性に見えるが実は武闘派。
マツリ
声 - 高橋李依
属性 - 水 / タイプ - 遠近 / レアリティ - 3 / 入手方法 - 降臨祭
「早咲きのマツリ」という異名がある花札が得意な優しい女性。
花札ストーリーで登場し、対戦も可能である。

イヌイ
声‐ 水瀬いのり
属性 - 風 / タイプ - 近接 / レアリティ - 1 / 入手方法 - ストーリー報酬
イベント「亡國の双姫」にて登場するクナシコルの女剣士。ネコネに似ている。

フギト
声 - 利根健太朗
属性 - 水 / タイプ - 近接 / レアリティ - 3 / 入手方法 - 降臨祭
イベント「亡國の双姫」にて登場するクナシコルに住む老剣客。

ツクヨミ
声 - 大西沙織
属性 - 無・水 / タイプ - 遠近両用 / レアリティ - 3 / 入手方法 - 降臨祭
メインストーリー7章に登場する謎の遺跡にいた女性。

エムシリ
声 - 長縄まりあ
属性 - 炎 / タイプ - 遠隔 / レアリティ - 1 / 入手方法 - ストーリー報酬
イベント「剣奴の灯火」にて登場する謎の少女。
カルラの事を、お姉さんみたいに思っている。
ユラン
声 - 斎藤千和
属性 - 光 / タイプ - 遠隔 / レアリティ - 1 / 入手方法 - ストーリー報酬
イベント「海月夜の歌姫」に登場する女性。

ウンケイ
声 - 杉山里穂
属性 - 水 / タイプ - 近接 / レアリティ - 3 / 入手方法 - 吉日縁結び

アイゼン
声 - 井澤詩織
属性 - 土 / タイプ - 遠隔 / レアリティ - 3 / 入手方法 - 英傑縁結び

クロマ
声 - 岩井映美里
属性 - 闇 / タイプ - 遠隔 / レアリティ - 1 / 入手方法 - ストーリー報酬
イベント「陰に日向に花果咲路」に登場するメイドの女性。

ユニシア
声 - 古賀葵
属性 - 光 / タイプ - 近接 / レアリティ - 3 / 入手方法 - 吉日縁結び

アマテラス
声 - 上田麗奈
属性 - 無 / タイプ - 遠隔 / レアリティ - 3 / 入手方法 - 降臨祭
イベント「アマテラスの島」にて登場する代理人形。

カリーティ
声 - 風間万裕子
属性 - 闇 / タイプ - 遠隔 / レアリティ - 3 / 入手方法 - 吉日縁結び

サナチタ
声 - 桑原由気
属性 - 光 / タイプ - 遠隔 / レアリティ - 3 / 入手方法 - 吉日縁結び
花札ストーリーに登場。

サヨリ
声 - 赤尾ひかる
属性 - 水 / タイプ - 遠隔 / レアリティ - 1 / 入手方法 - ストーリー報酬
イベント「アマテラスの島」に登場する少女。
アースラ
声 - 近藤唯
属性 - 風 / タイプ - 近接 / レアリティ - 3 / 入手方法 - 吉日縁結び

クジャク
声 - 斎賀みつき
属性 - 水 / タイプ - 近接 / レアリティ - 3 / 入手方法 - 吉日縁結び
花札ストーリーに登場する賭け師。

ジュウニ
声 - 衣川里佳
属性 - 風 / タイプ - 近接 / レアリティ - 3 / 入手方法 - 吉日縁結び
2周年イベント「思いの爪痕」にて登場。第一作に登場したニウェの12番目の子供。

ヲト
声 - 河野茉莉
属性 - 風 / タイプ - 近接 / レアリティ - 3 / 入手方法 - 英傑縁結び
「星霜の旅人 黎明編」にて登場。

メムル
声 - 大和田仁美
属性 - 水 / タイプ - 近接 / レアリティ - 3 / 入手方法 - 吉日縁結び

クリュー
声 - 川口莉奈
属性 - 光 / タイプ - 遠隔 / レアリティ - 3 / 入手方法 - 吉日縁結び

リズエル
声 - 柚木涼香
属性 - 土 / タイプ - 近接 / レアリティ - 3 / 入手方法 - 英傑縁結び
イベント「聖夜奔走～甦れ、さんたさん！」に登場する旅籠屋を経営する四姉妹の長女。
妹たちが大好きで怒らせたら容赦はない。『痕』に登場するキャラクターをモチーフにしている。

アズエル
声 - 中島沙樹
属性 - 火 / タイプ - 近接 / レアリティ - 3 / 入手方法 - 英傑縁結び
イベント「聖夜奔走～甦れ、さんたさん！」に登場する旅籠屋を経営する四姉妹の次女。『痕』に登場するキャラクターをモチーフにしている。

エディフェル
声 - 小野涼子
属性 - 風 / タイプ - 遠隔 / レアリティ - 1 / 入手方法 - ストーリー報酬
イベント「聖夜奔走～甦れ、さんたさん！」に登場する旅籠屋を経営する四姉妹の三女。『痕』に登場するキャラクターをモチーフにしている。

リネット
声 - 水橋かおり
属性 - 水 / タイプ - 遠隔 / レアリティ - 3 / 入手方法 - 英傑縁結び
イベント「聖夜奔走～甦れ、さんたさん！」に登場する旅籠屋を経営する四姉妹の四女。『痕』に登場するキャラクターをモチーフにしている。

### 次元の境界の者達
この世界を干渉しつつ、監視をしている者達。
理の制約から逃れる為に偽名を名乗っている。
姿は「偽りの仮面」「二人の白皇」のパーティメンバーだが衣装や容姿が異なっている。
マシロ
声 - 利根健太朗
属性 - 無 / タイプ - 遠近両用 / レアリティ - 3 / 入手方法 - 廻逅祭
「二人の白皇」の最後に登場した新たなる神。
次元の境界に身を置き、様々な世界線を傍観している。

### マシロの関係者と思わしき者達
マシロと共に有ると思われる者達。
見分け方は扇子か衣装に幾何学模様があるかどうかで変わる模様。
ミト
声 - 赤崎千夏
属性 - 火 / タイプ - 近接 / レアリティ - 3 / 入手方法 - 英傑縁結び・合縁の菅玉：25
イベント「剣奴の灯火」記念のガチャにて実装。
外見はアンジュの大人びた姿であり、声色からもあの頃から成長していった事がうかがえる。
偽名のミトは父である帝が使っていたもの。

コトゥア・ツァタリ
声 - 佐倉綾音
属性 - 光・闇 / タイプ - 遠近 / レアリティ - 3 / 入手方法 - 降臨祭
1周年イベント「白靄の異客」にて登場。衣装が違うだけで性格等は変わっていない。
名前の由来は不明であるが「現世（ツァタリィル）」と「常世（コトゥアハムル）」ではないかと言われている。

ゴコウ
声‐ 山本希望
属性 - 火 / タイプ - 遠近両用 / レアリティ - 3 / 入手方法 - 降臨祭
花札ストーリーにて初登場。
衣装は異なるが性格などはノスリのまんまであり、勝負事は勝つまでやるスタンスは変わっていない。
偽名の由来は花札の役の「五光」

ケトシィ
声 - 水瀬いのり
属性 - 水・闇 / タイプ - 遠隔 / レアリティ - 3 / 入手方法 - 降臨祭
容姿は大人びたネコネであり、言葉遣いも大人の女性。
彼女が持つ杖には旧人類の時代にあったであろう物が浮かんでいる。
偽名の由来はアイルランドの伝説の猫妖怪ケットシーと思われる。

### ユカウラとその関係者と思わしき者達
ユカウラ
声 - 種田梨沙
属性 - 火・水・風・土 / タイプ - 遠近両用 / レアリティ - 3 / 入手方法 - 廻逅祭
マシロと対を為す存在と思われる神。様々な世界線を観て、彷徨える魂を導く役目を担っている。
偽名のユカウラは子守唄を意味する。
ルゥナ
声 - 儀武ゆう子
属性 - 光 / タイプ - 遠隔 / レアリティ - 3 / 入手方法 - 英傑縁結び
ストーリーでは2周年イベント「想いの爪痕」に登場。
調和を司る天秤の担い手。おっとりとしているのは変わらずであり、本イベントではリンネを止める為にこの世に干渉。

### 干渉者
リンネ
声 - 種田梨沙
属性 - 火・水・風・土 / タイプ - 遠近両用 / レアリティ - 3 / 入手方法 - 降臨祭
2周年イベント「想いの爪痕」にて登場。
かつてハクが「この世」に来ていた痕跡を見つけて探す為に干渉。
だが彼はもういない為、アクタに止められるも歯止めが効く事もなく…。

#### NPC
ブリダイコ
声 - 大川透
イベント「亡國の双姫」にて登場。
クナシコルにいる豪族の一人息子。
「偽りの仮面」と「二人の白皇」のデコポンポに似ているが…？
リムリ
声 - 非公表
クナシコルの皇女かつ皇の次の継承者。

### 客人
歴代作品から客演しているキャラクター。
| 名前           | 声優            | 属性 | タイプ   | レアリティ | 入手方法              | 備考                                                  |
| -------------- | --------------- | ---- | -------- | ---------- | --------------------- | ----------------------------------------------------- |
| ハクオロ       | 小山力也        | 無   | 近接     | 3          | 廻逅祭                |                                                       |
| エルルゥ       | 柚木涼香        | 土   | 遠隔     | 3          | 降臨祭                |                                                       |
| アルルゥ       | 沢城みゆき      | 風   | 近接     | 3          | 吉日縁結び            |                                                       |
| オボロ         | 桐井大介        | 火   | 近接     | 3          | 吉日縁結び            |                                                       |
| ドリィ・グラァ | 渡辺明乃        | 風   | 遠隔     | 2          | 紅白奉納試合          |                                                       |
| トウカ         | 三宅華也        | 水   | 近接     | 3          | 吉日縁結び            |                                                       |
| カルラ         | 田中敦子        | 火   | 近接     | 3          | 吉日縁結び            |                                                       |
| ベナウィ       | 浪川大輔        | 水   | 近接     | 3          | 吉日縁結び            |                                                       |
| クロウ         | 小山剛志        | 土   | 近接     | 3          | 吉日縁結び            |                                                       |
| ウルトリィ     | 大原さやか      | 光   | 遠隔     | 3          | 吉日縁結び            |                                                       |
| カミュ         | 釘宮理恵        | 闇   | 遠隔     | 3          | 吉日縁結び            |                                                       |
| ヌワンギ       | 吉野裕行        | 風   | 近接     | 1          | 英傑縁結び            |                                                       |
| テオロ         | 石川ひろあき    | 光   | 遠隔     | 3          | 英傑縁結び            |                                                       |
| カムチャタール | 田口宏子        | 火   | 近接     | 1          | 英傑縁結び            |                                                       |
| クーヤ         | 植田佳奈        | 光   | 遠近両用 | 3          | 英傑縁結び            |                                                       |
| サクヤ         | 水橋かおり      | 土   | 遠隔     | 3          | 英傑縁結び            |                                                       |
| スオンカス     | 近藤孝行        | 水   | 遠隔     | 1          | 吉日縁結び            |                                                       |
| ヒエン         | 野島裕史        | 風   | 近接     | 3          | 吉日縁結び 合縁の菅玉 |                                                       |
| デリホウライ   | 加藤将之        | 火   | 近接     | 1          | 吉日縁結び            |                                                       |
| トゥスクル     | 沢城みゆき      | 光   | 遠隔     | 3          | 英傑縁結び            | 若い頃の姿で登場する。                                |
| ユズハ         | 中原麻衣        | 火   | 近接     | 1          | ストーリー報酬        | 病魔に侵されていない状態で登場する。                  |
| ムツミ         | 釘宮理恵        | 闇   | 近接     | 3          | 降臨祭                | カリーティを器とした姿（声 - 風間万裕子）も登場する。 |
| ゲンジマル     | 飯塚昭三 谷昌樹 | 土   | 近接     | 3          | 吉日縁結び            | イベント【夢想の果てに】から谷が声を担当。            |
| ニウェ         | 秋元羊介        | -    | -        | -          | -                     | NPC 若い頃の姿（声 - 非公表）も登場する。             |
| ラクシャイン   | 小山力也        | -    | -        | -          | -                     | NPC                                                   |

| 名前               | 声優                | 属性   | タイプ   | レアリティ | 入手方法              | 備考                                                          |
| ------------------ | ------------------- | ------ | -------- | ---------- | --------------------- | ------------------------------------------------------------- |
| ハク               | 藤原啓治 利根健太朗 | 無     | 遠近両用 | 3          | 邂逅祭                | 【旗長代理】以降のバリエーションから利根が声を担当。          |
| クオン             | 種田梨沙            | 土     | 近接     | 3          | 吉日縁結び            |                                                               |
| ウコン             | 利根健太朗          | 水     | 近接     | 2          | 吉日縁結び            |                                                               |
| オシュトル         | 利根健太朗          | 水     | 近接     | 3          | 降臨祭                |                                                               |
| ネコネ             | 水瀬いのり          | 水     | 遠隔     | 3          | 吉日縁結び            |                                                               |
| キウル             | 村瀬歩              | 土     | 遠隔     | 2          | 吉日縁結び            |                                                               |
| ルルティエ         | 加隈亜衣            | 風     | 近接     | 3          | 吉日縁結び            |                                                               |
| ココポ             | 米澤円              | 光     | 近接     | 3          | 英傑縁結び 合縁の菅玉 |                                                               |
| ノスリ             | 山本希望            | 火     | 遠隔     | 3          | 吉日縁結び            |                                                               |
| オウギ             | 櫻井孝宏            | 火     | 近接     | 2          | 吉日縁結び            |                                                               |
| アトゥイ           | 原由実              | 水     | 近接     | 3          | 吉日縁結び            |                                                               |
| マロロ             | 杉山大              | 火     | 遠隔     | 1          | 吉日縁結び            |                                                               |
| ヤクトワルト       | 江口拓也            | 風     | 近接     | 2          | 吉日縁結び            |                                                               |
| シノノン           | 久野美咲            | 風     | 近接     | 3          | 英傑縁結び            | 成長後の姿で登場する。                                        |
| ウルゥル・サラァナ | 佐倉綾音            | 闇     | 遠隔     | 3          | 吉日縁結び            | 【月影の妖刀】では男性の姿（声 - 内田雄馬）となって登場する。 |
| ミカヅチ           | 内田夕夜            | 風     | 近接     | 3          | 吉日縁結び            |                                                               |
| ムネチカ           | 早見沙織            | 土     | 近接     | 3          | 吉日縁結び            |                                                               |
| アンジュ           | 赤﨑千夏            | 火     | 近接     | 3          | 吉日縁結び            |                                                               |
| フミルィル         | 儀武ゆう子          | 光     | 遠隔     | 3          | 英傑縁結び            |                                                               |
| ホノカ             | 矢作紗友里          | 無・闇 | 遠隔     | 3          | 英傑縁結び            |                                                               |
| ライコウ           | 置鮎龍太郎          | 水     | 遠隔     | 3          | 英傑縁結び            |                                                               |
| シチーリア         | 三宅麻理恵          | 風     | 遠隔     | 2          | 吉日縁結び            |                                                               |
| ヴライ             | 乃村健次            | 火     | 近接     | 2          | 吉日縁結び            |                                                               |
| イタク             | 小林裕介            | 水     | 近接     | 2          | 吉日縁結び            |                                                               |
| シス               | 山村響              | 風     | 近接     | 2          | 吉日縁結び            |                                                               |
| トキフサ           | 志賀麻登佳          | 水     | 遠隔     | 1          | 吉日縁結び            |                                                               |
| モズヌ             | 中隈志保            | 土     | 近接     | 1          | ストーリー報酬        | 少女の姿で登場する。                                          |
| エントゥア         | 米澤円              | -      | -        | -          | -                     | NPC                                                           |

| 名前                   | 声優       | 属性 | タイプ | レアリティ | 入手方法         | 備考                   |
| ---------------------- | ---------- | ---- | ------ | ---------- | ---------------- | ---------------------- |
| オシュトル【義刃蒼流】 | 利根健太朗 | 水   | 近接   | 3          | ログインボーナス |                        |
| ミカヅチ【鳴神剛嵐】   | 内田夕夜   | 風   | 近接   | 3          | 英傑縁結び       |                        |
| ムネチカ【白百合乙女】 | 早見沙織   | 土   | 遠隔   | 3          | 英傑縁結び       |                        |
| シューニャ             | 皆口裕子   | 光   | 遠隔   | 3          | 英傑縁結び       |                        |
| ディコトマ             | 松岡美里   | 風   | 近接   | 1          | ストーリー報酬   | 幼少期の姿で登場する。 |
| ランシュタル           | 利根健太朗 | 光   | 近接   | 3          | 降臨祭           |                        |
| ハル                   | 利根健太朗 | -    | -      | -          | -                | NPC                    |

| 名前       | 声優       | 属性 | タイプ | レアリティ | 入手方法 | 備考 |
| ---------- | ---------- | ---- | ------ | ---------- | -------- | ---- |
| 冬馬かずさ | 生天目仁美 | 光   | 近接   | 3          |          |      |
| 小木曽雪菜 | 米澤円     | 闇   | 近接   | 3          |          |      |
| 北原春希   | 水島大宙   | -    | -      | -          | -        | NPC  |

| 名前         | 声優     | 属性 | タイプ | レアリティ | 入手方法 | 備考 |
| ------------ | -------- | ---- | ------ | ---------- | -------- | ---- |
| 柚原このみ   | 関根瞳   | 土   | 遠隔   | 3          |          |      |
| 向坂環       | 伊藤静   | 風   | 近接   | 3          |          |      |
| 久寿川ささら | 小野涼子 | 水   | 近接   | 3          |          |      |

## 外部サイト
- うたわれるもの ロストフラグ 公式サイト